# PZInż 130
PZInż 130 — польський експериментальний плавучий танк.

## Історія
Був створений на основі англійського танка Vickers-Carden-Loyd Amphibian. Рішення про початок проєктування було ухвалено після провалу спроб закупити ці танки. Головним інженером-проєктувальником було призначено Едварда Габіха. Перший прототип без броні був готовий у 1937 році, два зразки вирушили на випробування. Сумарно вони подолали 3500 км на ходових випробуваннях, проте в травні 1939 Генеральний штаб віддав розпорядження про припинення виробництва плавучих танків, вважаючи цей підхід марним. Зразки було відправлено до армії Польщі, де їх захопили німці під час польської кампанії. Подальша доля танків залишається невідомою: ймовірно, вони або були знищені, або переобладнані для інших цілей.

## Характеристики
Завдяки бензиновому шестициліндровому двигуну потужністю 95 кінських сил розвивав швидкість до 60 км/год на дорозі. Прототип танка був слабко захищений, максимальне бронювання становило 8 мм. Інженери не давали суворих рекомендацій щодо того, яке озброєння ставити на танк. З озброєння могли використовуватися як звичайні польські кулемети Ckm wz.30 і Hotchkiss wz.25 або великокаліберний Karabin maszynowy wz. 38FK. За зовнішнім виглядом та деякими характеристиками танк нагадував машини TKW і 4TP.